# Ernest Charensol
Ernest Charensol (1903 - Bergen-Belsen maart 1945) was een Franse protestantse dominee.
Eind jaren 20 trouwde hij met Edith Debat, waarna het koppel verhuisde naar België. Van 1937 tot 1942, en dus ook tijdens de Tweede Wereldoorlog was hij dominee in Warquignies. Hier raakte hij betrokken bij een verzetsorganisatie die mensen die door de nazi's werden gezocht voorzag van alles wat ze nodig hadden (eten, kleren, valse papieren, ...). In samenwerking met een Joodse organisatie legde hij zich toe op de opvang van kinderen van wie de ouders gedeporteerd waren. Hij zorgde ervoor dat de kinderen bij gezinnen in de buurt werden opgevangen.
Charensol werd uiteindelijk gearresteerd in juli 1943 en werd gedeporteerd naar het concentratiekamp Sachsenhausen. Hij stierf in maart 1945 in Bergen-Belsen.
Op 27 november 2002 verleende het Jad Wasjem Charensol postuum de titel Rechtvaardige onder de Volkeren.